# Cayo Guano (ö i Kuba)
Cayo Guano är en ö i Kuba.   Den ligger i provinsen Isla de la Juventud, i den västra delen av landet, 210 km sydost om huvudstaden Havanna. Arean är 0,41 kvadratkilometer.
Terrängen på Cayo Guano är mycket platt. Öns högsta punkt är 8 meter över havet. Den sträcker sig 1,8 kilometer i nord-sydlig riktning, och 0,8 kilometer i öst-västlig riktning.